# Cylinderopuntiasläktet
Cylinderopuntiasläktet (Cylindropuntia) är ett släkte i familjen kaktusväxter, med 33 arter i Nordamerika, söderut till Mexiko, en art återfinns i Västindien och ytterligare en i Västindien.